# 覃斌
覃斌（1970年代—），男，壮族，中华人民共和国政治人物。现任广西辰亿律师事务所主任，广西新联会会长。第十四届全国政协委员。